# Yin Chang
Yin Chang est une actrice américaine  connue pour son rôle de Mei Kwan, personnage principal du film Prom.
Yin a également interprété Nelly Yuki, personnage récurrent des deux premières saisons de Gossip Girl, série à succès de la chaîne américaine The CW. Elle y joue la rivale de Blair Waldorf pour rentrer à Yale, qu'elles convoitent toutes deux. Chang a aussi travaillé sur Love Bites ("NBC"), Law&Order : Criminal Intent (New York, section criminelle en France) et Six Degrees. Ses autres travaux comprennent des apparitions publicitaires telles que Time Warner, Verizon Wireless, Mastercard, Bert Way, MTV et d'autres encore.

## Biographie
Yin Chang est née à New York et possède des origines taïwainaises, chinoises et malaisiennes. Son grand-père maternel était l'artiste Dr. Teng Beng Chew. Elle a deux sœurs: Melora Chang et Lelina Chang.

## Filmographie

### Cinéma
| Année | Titre                                        | Rôle        |
| ----- | -------------------------------------------- | ----------- |
| 2007  | Paper Girl                                   |             |
| 2011  | Prom                                         | Mei         |
| 2011  | Pour l'amour du risque (The Bling Ring) (TV) | Natalie Kim |

### Télévision
| Année       | Titre                                              | Rôle             |
| ----------- | -------------------------------------------------- | ---------------- |
| 2006        | Six Degrees                                        | Kaya             |
| 2007        | New York, section criminelle (saison 7, épisode 8) | Tracy Kwon       |
| 2007        | New York, unité spéciale (saison 8, épisode 12)    | Chun Hao         |
| 2008 - 2009 | Gossip Girl                                        | Nelly Yuki       |
| 2011        | Love Bites                                         | Cara (1 épisode) |
| 2012        | Gossip Girl                                        | Nelly Yuki       |
| 2013        | Mes parents terribles (Mom and Dad Undergrads)     | Ashley Moon      |
| 2021        | Gossip Girl                                        | Nelly Yuki       |